# Mesoleptus subimpressus
Mesoleptus subimpressus là một loài tò vò trong họ Ichneumonidae.